# André Kiesewetter
Pour les articles homonymes, voir Kiesewetter.
André Kiesewetter, né le 20 août 1969 à Neuhaus am Rennweg, est un sauteur à ski allemand.

## Biographie
Membre du club SC Motor Zella-Mehlis et entraîné par Reinhard Heß, il fait ses débuts sous les couleurs de l'Allemagne de l'Est.
Au début des années 1990, il est parmi les premiers sauteurs à maîtriser la technique de vol en « V », remportant deux manches de la Coupe du monde à la fin de l'année 1990 à Lake Placid et Sapporo.
Lors des Championnats du monde 1991, à Val di Fiemme, il remporte la médaille de bronze sur la compétition par équipes avec Jens Weissflog, Dieter Thoma et Heiko Hunger. Pour ses seuls mondiaux, il y est septième et douzième et individuel. À Planica, il saute à une longueur record de 196 mètres, mais il rate sa reception et donc le record n'est pas reconnu.
Il se blesse avant la saison 1991-1992 et ne retrouve plus sa place qu'il avait en 1991, ne se qualifiant que dans quelques épreuves de Coupe du monde jusqu'en 1995, année de sa retraite sportive.
Il devient physiothérapeute après sa carrière et s'occupe notamment de l'équipe suisse de saut à ski à la fin des années 2010.

## Palmarès

### Championnats du monde
| Épreuve / Édition | Val di Fiemme 1991 |
| Petit tremplin    | 12e                |
| Grand tremplin    | 7e                 |
| Par équipes       | Bronze             |

### Coupe du monde
- Meilleur classement général : 10e en 1991.
- 4 podiums individuels : 2 victoires, 1 deuxième place et 1 troisième place.

#### Victoires individuelles
| Année | Lieu                                      |
| 1991  | Lake Placid (États-Unis), Sapporo (Japon) |

#### Classements généraux
| Compet'/Année | Compet'/Année | Classement général | Classement général |
| ------------- | ------------- | ------------------ | ------------------ |
| Compet'/Année | Compet'/Année | Class.             | Points             |
| 1991          | 1991          | 10e                | 134                |

### Championnats d'Allemagne
- Vainqueur sur le grand tremplin en 1991.